# Ichneumon confundor
Ichneumon confundor är en stekelart som beskrevs av Heinrich 1978. Ichneumon confundor ingår i släktet Ichneumon och familjen brokparasitsteklar. Inga underarter finns listade i Catalogue of Life.